# Ortona
För andra betydelser, se Ortona (olika betydelser).
Ortona är en kustnära stad och kommun i provinsen Chieti i regionen Abruzzo i Italien. Kommunen hade 22 947 invånare (2018).
Ortona var en av frentanernas viktigaste städer. I Ortona utspelade sig hårda strider mellan tyska och kanadensiska styrkor under andra världskriget. Striderna har gett upphov till smeknamnet "Lilla Stalingrad", som Winston Churchill kallade staden.

## Kända personer från Ortona
- Michele Cascella, målare
- Alessandro Corona, roddare
- Paolo Nicolai, beachvolleybollspelare
- Rocco Siffredi, porrskådespelare
- Paolo Tosti, kompositör